# Andrei Dmitrijewitsch Linde

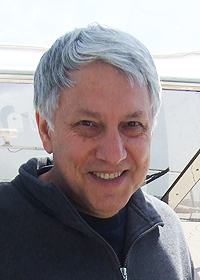
Andrei Dmitrijewitsch Linde

Andrei Dmitrijewitsch Linde (russisch Андрей Дмитриевич Линде; * 2. März 1948 in Moskau) ist ein russischer Kosmologe und einer der Begründer der Inflationstheorie des Universums.

## Leben
Linde kam als Sohn des Physikers Dmitri Pawlowitsch Linde und der Physikstudentin Irina Wjatscheslawowna Rakobolskaja zur Welt. Er studierte von 1966 bis 1971 Physik an der Lomonossow-Universität in Moskau. Danach arbeitete er am Lebedew-Institut, wo er sich 1975 habilitierte (russischer Doktortitel) und von 1975 bis 1985 auch Professor war. Er war dort ein Schüler von David Abramowitsch Kirschniz. Von 1989 bis 1990 arbeitete er am CERN, und seit 1990 ist er Professor für Physik an der Stanford University in Kalifornien. Dort arbeitet auch seine Ehefrau, die theoretische Physikerin Renata Kallosh. Das Ehepaar hat zwei Söhne, Dmitri und Alexander.

## Forschung
Er leistete in den 1970er Jahren Vorarbeiten zur Entwicklung der Inflationstheorie (im Westen von Alan Guth 1980 vorgeschlagen) und war einer der Theoretiker der anschließenden Verbesserungen der neuen Inflationstheorie, unabhängig von Paul Steinhardt und Andreas Albrecht (1981).  Bald darauf entwickelte er die Hypothese der chaotischen Inflation, entwickelte die Theorie der ewigen Inflation (eternal inflation) von Alexander Vilenkin weiter und begründete die Theorie der Multiversen, wobei er dies auch im Rahmen der Stringtheorie behandelte.

## Auszeichnungen
Linde wurde 2001 mit der Oskar-Klein-Medaille für Physik der Universität Stockholm ausgezeichnet, 2002 erhielt er die Dirac-Medaille (ICTP) des ICTP und 2004 wurde ihm der Gruber-Preis für Kosmologie für die Entwicklung der Inflationstheorie verliehen. Seit 2008 ist er Mitglied der National Academy of Sciences, seit 2010 korrespondierendes Mitglied der Akademie der Wissenschaften in Hamburg und seit 2011 der American Academy of Arts and Sciences. 2012 erhielt er den Fundamental Physics Prize, 2014 den Kavli-Preis in Astrophysik. Er ist auswärtiges Mitglied der Norwegischen Akademie der Wissenschaften. 2024 erhielt Linde den Pomerantschuk-Preis.

## Werke
- Inflation and Quantum Cosmology, Academic Press, Boston, 1990
- Particle Physics and Inflationary Cosmology, Harwood Academic Publishers, Chur, 1990